# پراکسیس
پراکسیس (به فرانسوی: Praxis) به معنی جد و جهد طبیعی یا نفسانی‌ای است که منتهی به حصول نتیجه گردد. پراکسیس را به معنی کیفیت وجود نیز به کار برده‌اند و در این مورد از آن به ملکه یا عادت تعبیر می‌کنند. سارتر گوید: عمل کاشف وجود است، و موضوع بحث ما عمل (پراکسیس) است، از این جهت که سازنده تاریخ و مؤثر در آن است. لفظ Apraxie در اصطلاح روان‌شناسان به معنی کسی است که با وجود تندرستی، قادر به انجام اعمال عادی نباشد.
برنشتاین توجه به پراکسیس و عمل را عنصر مشترک در مکاتب فلسفی مهم معاصر معرفی می‌کند. معنای پراکسیس (praxis) در آثار ارسطو فعالیتی است که تنها در جامعه انسانی، واقعیت یافتنی است یعنی در جایی که زبان فراگرفته شده و بکاربسته می‌شود.